# Лана Тарнер
Лана Тарнер (енгл. Lana Turner; Волас, 8. фебруар 1921 — Лос Анђелес, 29. јун 1995) је била америчка глумица.

## Биографија
После потписивања уговора са МГМ-ом у шеснаестој години, Тарнерова је привукла пажњу јавности улогом у филму "Они неће заборавити" (1937). Прво је играла споредне улоге наивки у филмовима као што је "Љубав проналази Ендија Хардија" (1938). Већ почетком 1940-их година добија главне улоге у филмовима "Џони Игер" (1941), "Зигфилдова девојка" (1941) и "Негде ћу те пронаћи" (1942).
Позната је као једна од првих холивудских глумица која „вришти“ захваљујући својој улози у хорор филму "Доктор Џекил и господин Хајд" (1941), а њена репутација гламурозне фаталне жене је потврђена у филму црног таласа "Поштар увек звони двапут" (1946). Њена популарност је трајала и током 50-их година захваљујући филмовима "Град илузија" (1952) и "Градић Пејтон" (1957) који јој је обезбедио номинацију Америчке филмске академије за најбољу главну глумицу.
Године 1958. њена кћерка Черил Крејн је ножем убила мајчиног љубавника Џонија Стомпаната. Званична истрага је привукла значајну медијску пажњу, а закључено је да је Крејнова убиство починила у самоодбрани. Следећи филм Лане Тарнер "Имитација живота" (1959) показао се као један од највећих успеха у њеној каријери, али од почетка 60-их година улога је било мање.
Тарнерова је већи део 70-их и раних 80-их година провела у делимичној пензији, радећи само повремено. Године 1982. она је прихватила медијски пропраћену и уносну гостујућу улогу у ТВ серији "Соколов гребен". Тарнерова је свој последњи филм снимила 1991. године, а умрла је од рака грла 1995. године.

## Филмографија
| Улоге Лане Тарнер |                                |               |                  |                                                                                       |
| Година            | Српски назив                   | Изворни назив | Улога            | Напомена                                                                              |
| 1991.             |                                |               |                  | последњи филм                                                                         |
| 1980.             | Метла вештица                  |               |                  |                                                                                       |
| 1976.             | Горкослатка љубав              |               |                  |                                                                                       |
| 1974.             | Прогон                         |               |                  |                                                                                       |
| 1971.             |                                |               |                  |                                                                                       |
| 1969.             | Велика коцка                   |               |                  |                                                                                       |
| 1966.             | Мадам Икс                      |               |                  |                                                                                       |
| 1965.             | Љубав има много лица           |               |                  |                                                                                       |
| 1962.             |                                |               |                  |                                                                                       |
| 1961.             | Нежења у рају                  |               |                  |                                                                                       |
| 1961.             | Опседнута љубављу              |               |                  |                                                                                       |
| 1960.             | Портрет у црном                |               |                  |                                                                                       |
| 1959.             | Имитација живота               |               |                  | најуспешнији филм                                                                     |
| 1958.             | Енди Харди долази кући         |               |                  |                                                                                       |
| 1958.             | Друго време, друго место       |               |                  |                                                                                       |
| 1958.             | Дама узима лепезу              |               |                  |                                                                                       |
| 1957.             | Градић Пејтон                  |               |                  | номинација Америчке филмске академије за најбољу главну глумицу                       |
| 1956.             | Дајана                         |               |                  | последњи филм под уговором за студио МГМ                                              |
| 1955.             | Монсунске кише                 |               |                  |                                                                                       |
| 1955.             | Потрага на мору                |               |                  |                                                                                       |
| 1955.             |                                |               |                  |                                                                                       |
| 1954.             | Преварена                      |               |                  | четврти и последњи филм са Геблом                                                     |
| 1954.             | Пламен и месо                  |               |                  |                                                                                       |
| 1953.             | Латински љубавници             |               |                  |                                                                                       |
| 1952.             | Град илузија                   |               | Џорџија Лорисон  |                                                                                       |
| 1952.             | Весела удовица                 |               |                  |                                                                                       |
| 1951.             | Господин Империјум             |               |                  |                                                                                       |
| 1950.             | Њен сопствени живот            |               |                  |                                                                                       |
| 1948.             | Три мускетара                  |               |                  | њен први филм у боји                                                                  |
| 1948.             | Долазак кући                   |               |                  | трећи филм са Геблом                                                                  |
| 1947.             | Судија Тимберлајн              |               |                  |                                                                                       |
| 1947.             | Улица Зелени делфин            |               | Маријана Патурел |                                                                                       |
| 1946.             | Поштар увек звони двапут       |               |                  | најбоља улога и најпознатији филм                                                     |
| 1945.             | Викенд у Валдорфу              |               |                  | римејк филма Хотел Гранд из 1932.                                                     |
| 1945.             |                                |               |                  |                                                                                       |
| 1944.             | Брак је приватна ствар         |               |                  |                                                                                       |
| 1943.             | Ду Бери је била дама           |               | непотписана      |                                                                                       |
| 1943.             | Помало опасна                  |               |                  |                                                                                       |
| 1942              | Негде ћу те пронаћи            |               |                  | други филм са Геблом                                                                  |
| 1942.             | Џони Игер                      |               |                  |                                                                                       |
| 1941.             | Хонки Тонк                     |               |                  | први од четири филма са Клерком Гејблом                                               |
| 1941.             | Доктор Џекил и господин Хајд   |               |                  | Тарнерова је првобитно требало да одигра улогу Ингрид Бергман, али су улоге замењене. |
| 1941.             | Зигфилдова девојка             |               | Шила Реган       | филм са којим је постала звезда                                                       |
| 1940.             | Ми који смо млади              |               |                  |                                                                                       |
| 1940.             | Две девојке на Бродвеју        |               |                  | римејк филма Бродвејска мелодија из 1929.                                             |
| 1939.             |                                |               |                  | Тарнерова је упознала свог будућег супруга Артија Шоа на снимању овог филма.          |
| 1939.             | Ове гламурозне девојке         |               |                  |                                                                                       |
| 1939.             |                                |               |                  |                                                                                       |
| 1938.             | Драмска школа                  |               |                  |                                                                                       |
| 1938.             | Богат човек, сиромашна девојка |               |                  |                                                                                       |
| 1938.             |                                |               |                  |                                                                                       |
| 1938.             |                                |               |                  |                                                                                       |
| 1938.             | Љубав проналази Ендија Хардија |               |                  |                                                                                       |
| 1938.             | Авантуре Марка Пола            |               |                  |                                                                                       |
| 1937.             | Велики Гарик                   |               |                  |                                                                                       |
| 1937.             | Топер                          |               | непотписана      |                                                                                       |
| 1937.             | Они неће заборавити            |               | Мери Клеј        |                                                                                       |